# Блэк-Маунтин
Блэк-Маунтин (англ. Black Mountain) — холм неподалёку от делового центра города Канберра, столицы Австралии. Как и большинство холмов Канберры, охраняется от застройки природным парком Канберры. Покрыт кустарником и является прибежищем диких животных.[стиль]Вершина холма расположена на отметке 812 метров над уровнем моря, что на 256 метров выше уровня воды в озере Берли-Гриффин. Рядом с высшей точкой расположена телевизионная башня Блэк-Маунтин, возвышающаяся на 195 метров над вершиной холма. Австралийский национальный ботанический сад и Государственное объединение научных и прикладных исследований занимают восточное подножие холма рядом с Австралийским национальным университетом.

## Этимология названия
Изначально гора называлась Блэк-Хилл, аналогично соседней Ред-Хилл. Первоначальное название объясняет, почему гора сейчас не носит название Монт-Блэк, как расположенные рядом Монт-Мажура и Монт-Эйнсли. Ранние поселенцы называли эту гряду холмов хребет Канберри.

## Геология
Горная порода Блэк-Маунтин состоит из белого кварцевого песчаника, представляющего собой отложения конца ранней эпохи Силурийского периода. На юго-восточном и северо-западном склонах имеются залежи сланца.